# Chetumal (zatoka)
Zatoka Chetumalⓘ (hiszp. Bahía de Chetumal) – duża zatoka zachodniego Morza Karaibskiego na południowym wybrzeżu Półwyspu Jukatan. Leży w północnym Belize i południowo-wschodnim Meksyku.

## Geografia
Ujście zatoki jest skierowane na południe i ograniczone belizeńską wyspą Ambergris Caye. Południowo-zachodnią odnogą Zatoki Chetumal jest Zatoka Corozal, nazwana od miasta Corozal znajdującego się na jej brzegu. Największym miastem leżącym nad zatoką jest Chetumal, stolica meksykańskiego stanu Quintana Roo.
Do Zatoki Chetumal wpada Río Hondo, rzeka płynąca na granicy Belize i Meksyku. Jej ujście znajduje się w okolicy miasta Chetumal.

## Fauna
Zatoka Chetumal jest miejscem występowania manatów, czyli ssaków wodnych zagrożonych wyginięciem. Są one uważane za symbol regionu zatoki.